# Fabien Gilot
Fabien Gilot (* 27. April 1984 in Denain, Département Nord) ist ein französischer Schwimmer.

## Werdegang
Am 19. Juni 2008 konnte er gemeinsam mit Amaury Leveaux, Frédérick Bousquet und Alain Bernard den 4 × 100-m-Freistil-Europarekord um 1,5 Sekunden auf 3:12,54 min drücken. Dabei verfehlten sie den Weltrekord der US-amerikanischen Staffel um nur 8 Hundertstel.
Bei den Olympischen Sommerspielen 2008 in Peking trat er über die 100 m Freistil und mit der 4 × 100-m-Freistilstaffel, mit der er Silber gewann, an.

## Rekorde
| Weltrekorde (1)                                                  | Weltrekorde (1) | Weltrekorde (1)   | Weltrekorde (1) |
| ---------------------------------------------------------------- | --------------- | ----------------- | --------------- |
| 4 × 50 m Freistil (Kurzbahn) (mit Bernard, Leveaux und Bousquet) | 1:20,77 min     | 14. Dezember 2008 | Rijeka          |
| Europarekorde (2)                                                |                 |                   |                 |
| 4 × 100 m Freistil (mit Leveaux, Bernard und Bousquet)           | 3:08,32 min     | 11. August 2008   | Peking          |
| 4 × 100 m Freistil (Kurzbahn) (mit Mallet, Meynard und Bousquet) | 3:04,98 min     | 20. Dezember 2008 | Istres          |
| (Stand: 7. August 2010)                                          |                 |                   |                 |